# Horná Chrapková
Horná Chrapková je chráněný areál v oblasti Poľana na Slovensku.
Nachází se v katastrálním území města Detva v okrese Detva v Banskobystrickém kraji. Území bylo vyhlášeno či novelizováno v roce 1998 na rozloze 1,0585 ha. Ochranné pásmo nebylo stanoveno.